# Skolmassakern i Köln 1964

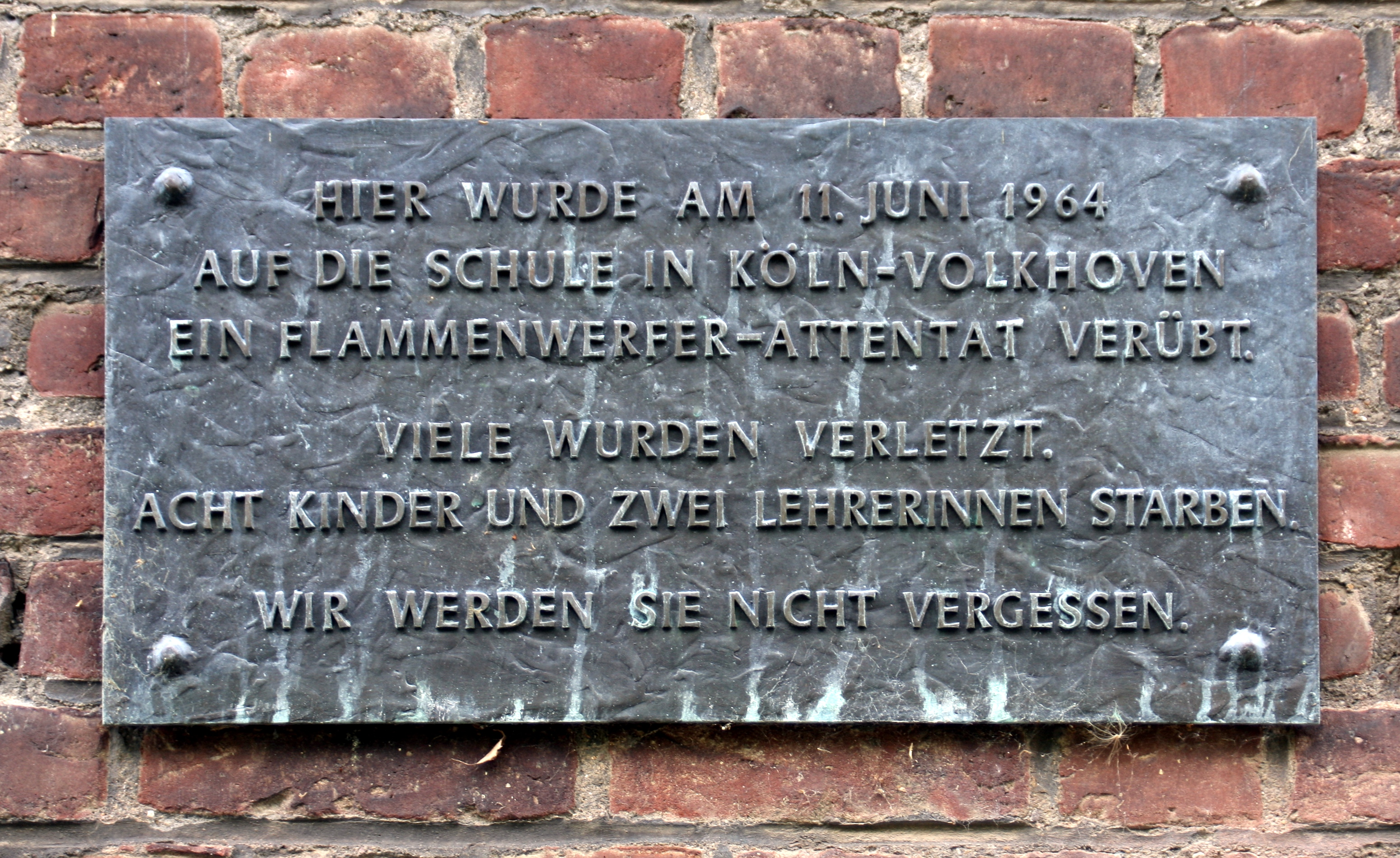
Minnestext

Skolmassakern i Köln 1964 (tyska: Attentat von Volkhoven) inträffade på en romersk-katolsk skola på Volkhovener Weg 209-211 i förorten Volkhoven i Köln, Västtyskland den 11 juni 1964. Walter Seifert, född 19 juni 1921, dödade åtta elever och två lärare.
Walter Seifert började få bekymmer då hans fru avlidit i samband med barnafödsel 1961; hans tuberkulos blev värre, och han fick diagnosen schizofreni. Han menade att samhället behandlat honom orättvist.
Den 11 juni 1964, på hans 43-årsdag, tog han med sig en hemmagjord eldkastare, en lans samt en stridsklubba och gick in på skolgården. Han dödade åtta elever och två lärare, medan 22 personer skadades, främst elever. Han slog sönder fönsterrutorna och riktade eldkastaren in i klassrummen, vilka sattes i brand och nio människor dödades. Han konfronterades av en lärare, 24-åriga Ursula Kuhr, som han stack med lansen varvid hon avled. 
Då han lämnat skolgården svalde han giftet E605, i hopp om att kunna begå självmord innan polisens ankomst. Han stoppades snart av polisen, men dog på sjukhuset dagen därpå på grund av att han intagit giftet.